# اثر لومبار

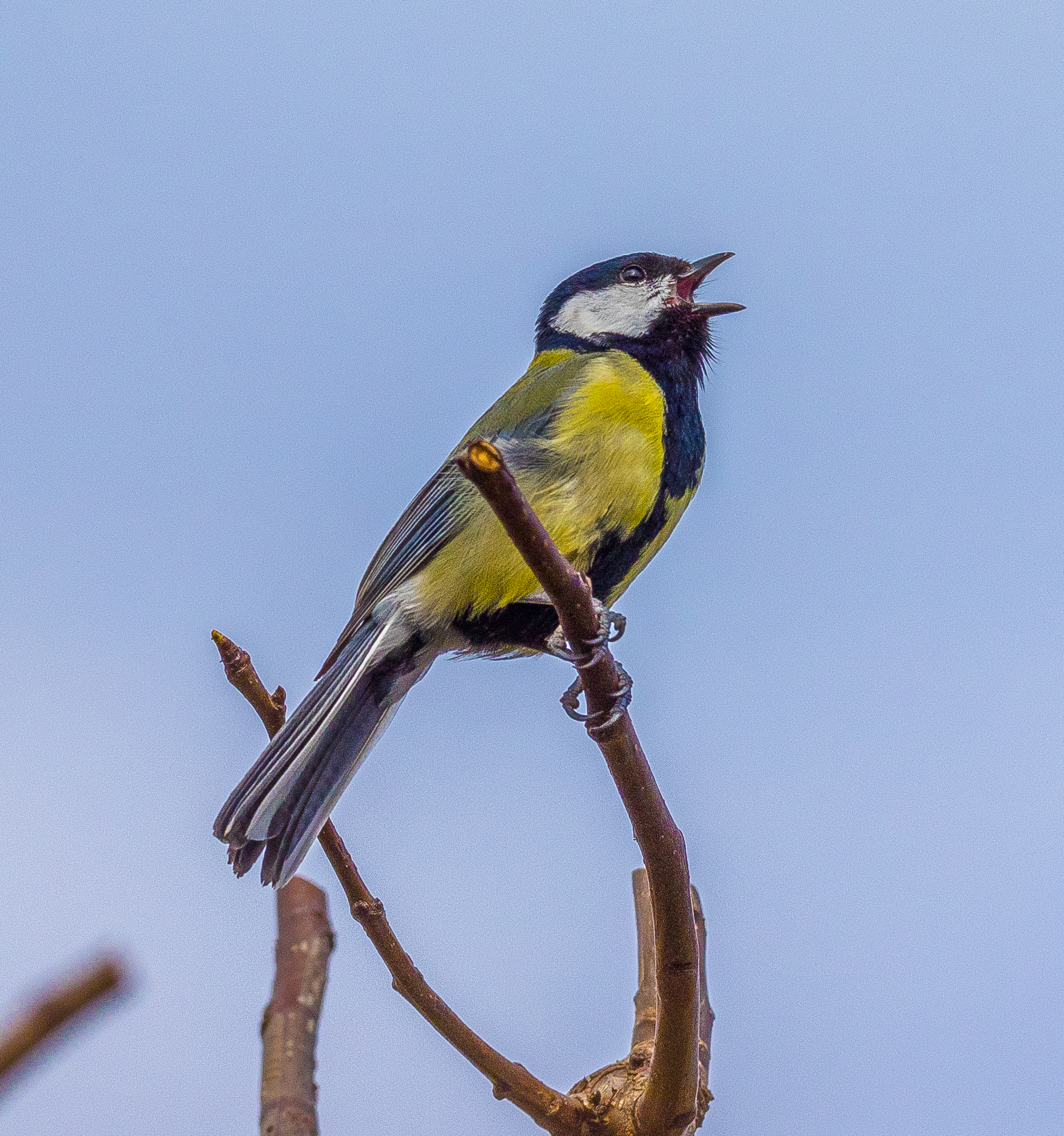
چرخ‌ریسک بزرگ با فرکانس بالاتری در محیط‌های شهری دچار آلودگی صوتی نسبت به محیط‌های آرام‌تر آواز می‌خوانند تا بر پوشش شنوایی غلبه کنند که در غیر این صورت باعث اختلال در شنیدن آوازش توسط پرندگان دیگر می‌شود. اگرچه چرخ‌ریسک‌های بزرگ با تغییر در نوع آواز خود دست به تغییر در فرکانس آوازی می‌زنند، در سایر پرندگان شهری، تغییر فرکانس ممکن است به اثر لومبار مربوط باشد. به عنوان مثال، در انسان، اثر لومبار منجر به تنظیم فرکانس سخن‌گویان می‌شود.

اثر لومبار (فرانسوی: Effet Lombard‎) یا رفلکس لومبار، تمایلِ غیرارادی گویندگان و سخن‌گویان به افزایش صدای خود هنگام صحبت در مکان‌های شلوغ و پرسر و صدا به‌منظور افزایش شنیداری صدای خود توسط مخاطب است. این تغییر نه تنها بلندی صدا را شامل می‌شود، بلکه سایر ویژگی‌های آکوستیک مانند زیروبمی، سرعت و مدت هجاها را نیز در بر می‌گیرد. این اثر جبرانی، نسبت سیگنال به نویز کلمات گفتاری گوینده را حفظ می‌کند.
اثر لومبار با نیاز به ارتباط مؤثر پیوند دارد، زیرا زمانی که کلمات تکرار می‌شوند یا فهرست‌هایی خوانده می‌شوند که در آن هوش ارتباطی دخیل نیست، ارتباط مؤثر کاهش می‌یابد. از آنجایی که اثر لومبار غیرارادی است، به عنوان وسیله‌ای برای تشخیص تمارض در افرادی که تظاهر به کم‌شنوایی می‌کنند، استفاده می‌شود. تحقیقات روی پرندگان و میمون‌ها نشان می‌دهد که این اثر در آواز حیوانات نیز رخ می‌دهد.
این اثر در سال ۱۹۰۹ توسط متخصص گوش و حلق و بینی فرانسوی اتین لومبار کشف و توصیف شد.

## تکلم لُمباری
شنوندگان یک سخنرانی ضبط‌شده با نویز پس‌زمینه را بهتر می‌شنوند تا سخنرانی که در سکوت ضبط شده بعد یک نویز پوشاننده روی آن انداخته شده است. این پدیده به دلیل تفاوت‌های بین سخن گفتن عادی و گویایی لُمباری است و شامل موارد زیر است:
- افزایش بسامد پایه آوایی
- تغییر انرژی از باندهای فرکانس پایین به باندهای متوسط یا بالا
- افزایش شدت صدا
- افزایش مدت استمرار واکه
- انحنای طیفی
- تغییر در فرکانس‌های مرکزی سازند برای F1 (عمدتا) و F2
- مدت زمان استمرار کلمات محتوایی در نویزها نسبت به واژه‌های عملکردی به میزان بیشتری افزایش می‌یابد.[۱۲]
- حجم ریوی بیشتری استفاده می‌شود.[۱۳]
- با حالات چهره بیشتری همراه است، اگرچه این حرکات به اندازه تغییرات صدا سودمند نیستند.[۱۴]

این تغییرات را نمی‌توان با راهنمایی فرد برای صحبت در سکوت کنترل کرد، اگرچه افراد می‌توانند کنترل را با بازخورد بیاموزند.
اثر لومبار به دنبال جراحی برداشتن حنجره و زمانی رخ می‌دهد که افرادی به‌ دنبال گفتاردرمانی را دنبال می‌کنند با «تکلم مِرَوی» صحبت می‌کنند.

## در خوانندگان کُر
خوانندگان گروه کر به دلیل شنیدن صدای خوانندگان مجاورشان بر روی صدای خودشان، بازخورد کمی دارند. این مساله باعث می‌شود که این افراد هنگام خواندن، صدایشان را ناخودآگاه بالا ببرند مگر آنکه رهبر ارکستر صدای آنها را کنترل کند. تک‌خوانان آموزش‌دیده می‌توانند این اثر را کنترل کنند، اما به نظر می‌رسد که اینها هم پس از یک کنسرت و در محیط‌های پر سر و صدا، مانند مهمانی‌های بعد از کنسرت، با صدای بلندتری صحبت می‌کنند.
اثر لومبار برای کسانی که سازهایی مانند گیتار می‌نوازند نیز رخ می‌دهد.

## در حیوانات
مشخص شده است که نویز بر صدای حیواناتی که در پس زمینه آلودگی صوتی انسانی زندگی می‌کنند، تأثیر می‌گذارد. به‌طور تجربی، اثر لومبار در آواز خواندن جانوران زیر نیز یافت شده است:
- مرغ عشق[۸]
- قناری‌ها[۲۰]
- گربه[۲۱]
- مرغ[۲۲]
- مارموست معمولی[۲۳]
- تامارین کلاه‌پنبه‌ای[۲۴]
- بلدرچین ژاپنی[۲۵]
- بلبل هزاردستان[۹]
- میمون رزوس[۱۰]
- میمون سنجابی[۲۶]
- سهرگان گورخری[۲۷]
- نهنگ سفید[۲۸]
- خفاش دماغ‌نیزه‌ای رنگ‌پریده[۲۹]
- قورباغه تونگارا[۳۰]
- خفاش[۳۱]